# Cavistrau Pign
Cavistrau Pign – szczyt w Alp Glarneńskich, części Alp Zachodnich. Leży w Szwajcarii, w kantonie Gryzonia. Należy do podgrupy Alp Glarneńskich właściwych. Szczyt można zdobyć ze schroniska Camona da Punteglias (2311 m) lub Bifertenhütte (2482 m). 